# Чемпіонат Шотландії з футболу 2016—2017
Чемпіонат Шотландії з футболу 2016-17 у Прем'єршип — футбольне змагання у найвищому дивізіоні чемпіонату Шотландії, що стартував 6 серпня 2016 року та фінішував 21 травня 2017 року. Це 120-ий сезон з моменту заснування турніру. Чемпіонський титул здобув «Селтік».

## Зміни порівняно з попереднім сезоном
| Поз. | Клуб, який вибув до Чемпіоншипу |
| ---- | ------------------------------- |
| 12   | Данді Юнайтед                   |

| Поз. | Клуб, який потрапив до Прем'єршип |
| ---- | --------------------------------- |
| 1    | Рейнджерс                         |

## Регламент
Чемпіонат складається з двох етапів. На першому етапі клуби проведуть триколовий турнір. Починаючи з 34 туру клуби розбиваються на дві шістки і проведуть між собою ще один одноколовий турнір. Перша шістка виявить чемпіона Шотландії та призерів, друга невдах чемпіонату, клуб, що посідає 12 місце вибуває до Чемпіоншипу одразу, а клуб, що посідає 11 місце грає матчі плей-оф з переможцем плей-оф Чемпіоншипу. 
Загалом клуби проведуть у чемпіонаті 228 матчів.

## Клуби та стадіони
| Абердин                   | Селтік | Данді | Рейнджерс         |
| ------------------------- | --- | --- | ----------------- |
| Піттодрі                  | Селтік Парк | Денс Парк | Айброкс           |
| Місткість: 20,897         | Місткість: 60,355 | Місткість: 11,506 | Місткість: 50,817 |
|                           | | |                   |
| Гамільтон Академікал      | Абердин Рейнджерс Данді Гарт Інвернесс Кілмарнок Росс Каунті Сент-Джонстон Селтік Гамільтон Академікал Мотервелл Партік Тіслclass=notpageimage\| Місцезнаходження команд-учасниць Прем'єршип 2016–17 | Абердин Рейнджерс Данді Гарт Інвернесс Кілмарнок Росс Каунті Сент-Джонстон Селтік Гамільтон Академікал Мотервелл Партік Тіслclass=notpageimage\| Місцезнаходження команд-учасниць Прем'єршип 2016–17 | Гарт оф Мідлотіан |
| Нью Дуглас Парк           | Абердин Рейнджерс Данді Гарт Інвернесс Кілмарнок Росс Каунті Сент-Джонстон Селтік Гамільтон Академікал Мотервелл Партік Тіслclass=notpageimage\| Місцезнаходження команд-учасниць Прем'єршип 2016–17 | Абердин Рейнджерс Данді Гарт Інвернесс Кілмарнок Росс Каунті Сент-Джонстон Селтік Гамільтон Академікал Мотервелл Партік Тіслclass=notpageimage\| Місцезнаходження команд-учасниць Прем'єршип 2016–17 | Тайнкасл Парк     |
| Місткість: 6,078          | Абердин Рейнджерс Данді Гарт Інвернесс Кілмарнок Росс Каунті Сент-Джонстон Селтік Гамільтон Академікал Мотервелл Партік Тіслclass=notpageimage\| Місцезнаходження команд-учасниць Прем'єршип 2016–17 | Абердин Рейнджерс Данді Гарт Інвернесс Кілмарнок Росс Каунті Сент-Джонстон Селтік Гамільтон Академікал Мотервелл Партік Тіслclass=notpageimage\| Місцезнаходження команд-учасниць Прем'єршип 2016–17 | Місткість: 17,529 |
|                           | Абердин Рейнджерс Данді Гарт Інвернесс Кілмарнок Росс Каунті Сент-Джонстон Селтік Гамільтон Академікал Мотервелл Партік Тіслclass=notpageimage\| Місцезнаходження команд-учасниць Прем'єршип 2016–17 | Абердин Рейнджерс Данді Гарт Інвернесс Кілмарнок Росс Каунті Сент-Джонстон Селтік Гамільтон Академікал Мотервелл Партік Тіслclass=notpageimage\| Місцезнаходження команд-учасниць Прем'єршип 2016–17 |                   |
| Інвернесс Каледоніан Тісл | Абердин Рейнджерс Данді Гарт Інвернесс Кілмарнок Росс Каунті Сент-Джонстон Селтік Гамільтон Академікал Мотервелл Партік Тіслclass=notpageimage\| Місцезнаходження команд-учасниць Прем'єршип 2016–17 | Абердин Рейнджерс Данді Гарт Інвернесс Кілмарнок Росс Каунті Сент-Джонстон Селтік Гамільтон Академікал Мотервелл Партік Тіслclass=notpageimage\| Місцезнаходження команд-учасниць Прем'єршип 2016–17 | Кілмарнок         |
| Каледоніан                | Абердин Рейнджерс Данді Гарт Інвернесс Кілмарнок Росс Каунті Сент-Джонстон Селтік Гамільтон Академікал Мотервелл Партік Тіслclass=notpageimage\| Місцезнаходження команд-учасниць Прем'єршип 2016–17 | Абердин Рейнджерс Данді Гарт Інвернесс Кілмарнок Росс Каунті Сент-Джонстон Селтік Гамільтон Академікал Мотервелл Партік Тіслclass=notpageimage\| Місцезнаходження команд-учасниць Прем'єршип 2016–17 | Реґбі Парк        |
| Місткість: 7,800          | Абердин Рейнджерс Данді Гарт Інвернесс Кілмарнок Росс Каунті Сент-Джонстон Селтік Гамільтон Академікал Мотервелл Партік Тіслclass=notpageimage\| Місцезнаходження команд-учасниць Прем'єршип 2016–17 | Абердин Рейнджерс Данді Гарт Інвернесс Кілмарнок Росс Каунті Сент-Джонстон Селтік Гамільтон Академікал Мотервелл Партік Тіслclass=notpageimage\| Місцезнаходження команд-учасниць Прем'єршип 2016–17 | Місткість: 18,128 |
|                           | Абердин Рейнджерс Данді Гарт Інвернесс Кілмарнок Росс Каунті Сент-Джонстон Селтік Гамільтон Академікал Мотервелл Партік Тіслclass=notpageimage\| Місцезнаходження команд-учасниць Прем'єршип 2016–17 | Абердин Рейнджерс Данді Гарт Інвернесс Кілмарнок Росс Каунті Сент-Джонстон Селтік Гамільтон Академікал Мотервелл Партік Тіслclass=notpageimage\| Місцезнаходження команд-учасниць Прем'єршип 2016–17 |                   |
| Мотервелл                 | Партік Тісл | Росс Каунті | Сент-Джонстон     |
| Фір-Парк, Мотервелл       | Фірхілл | Вікторія Парк | Макдіармід Парк   |
| Місткість: 13,677         | Місткість: 10,102 | Місткість: 6,541 | Місткість: 10,696 |
|                           | | |                   |

## Тренери та спонсори
| Команда                   | Головний тренер | Капітан        | Екіпірування        | Титульний спонсор            |
| ------------------------- | --------------- | -------------- | ------------------- | ---------------------------- |
| Абердин                   | Дерек МакІннс   | Раян Джек      | Adidas              | Saltire Energy               |
| Селтік                    | вакантне        | Скотт Браун    | Нью Беленс          | Dafabet                      |
| Гамільтон Академікал      | Мартін Каннінг  | вакантне       | Adidas              | Nevis, Scotia Aid            |
| Гарт оф Мідлотіан         | Роббі Нілсон    | Алім Озтюрк    | Puma                | Save the Children            |
| Данді                     | Пол Гартлі      | Джеймс Макпейк | Puma                | McEwan Fraser Legal          |
| Інвернесс Каледоніан Тісл | Джон Г'юз       | Річі Форан     | Carbrini Sportswear | McEwan Fraser Legal          |
| Кілмарнок                 | Лі Кларк        | Марк Конноллі  | Erreà               | QTS                          |
| Мотервелл                 | Марк Макгі      | Кіт Леслі      | Macron              | Cash Converters              |
| Партік Тісл               | Алан Арчибальд  | Абдул Осман    | Joma                | Kingsford Capital Management |
| Рейнджерс                 | Марк Варбертон  | Лі Воллес      | Puma                | 32Red                        |
| Росс Каунті               | Джим Макінтайр  | Ендрю Девіс    | Macron              | Stanley CRC Evans Offshore   |
| Сент-Джонстон             | Томмі Райт      | Девід Мекей    | Joma                | Invest in Perth              |

## Турнірна таблиця
| М   | Команда                   | І  | В  | Н  | П  | МЗ | МП | РМ  | О  |
| --- | ------------------------- | -- | -- | -- | -- | -- | -- | --- | -- |
| 1.  | Селтік                    | 33 | 29 | 4  | 0  | 87 | 22 | +65 | 91 |
| 2.  | Абердин                   | 33 | 21 | 4  | 8  | 63 | 28 | +35 | 67 |
| 3.  | Рейнджерс                 | 33 | 16 | 10 | 7  | 48 | 34 | +14 | 58 |
| 4.  | Сент-Джонстон             | 33 | 14 | 7  | 12 | 44 | 40 | +4  | 49 |
| 5.  | Гарт оф Мідлотіан         | 33 | 12 | 9  | 12 | 51 | 43 | +8  | 45 |
| 6.  | Партік Тісл               | 33 | 10 | 11 | 12 | 35 | 38 | −3  | 41 |
| 7.  | Кілмарнок                 | 33 | 7  | 14 | 12 | 30 | 49 | −19 | 35 |
| 8.  | Росс Каунті               | 33 | 7  | 12 | 14 | 37 | 54 | −17 | 33 |
| 9.  | Гамільтон Академікал      | 33 | 6  | 14 | 13 | 30 | 48 | −18 | 32 |
| 10. | Мотервелл                 | 33 | 8  | 8  | 17 | 38 | 61 | −23 | 32 |
| 11. | Данді                     | 33 | 8  | 6  | 19 | 33 | 53 | −20 | 30 |
| 12. | Інвернесс Каледоніан Тісл | 33 | 4  | 13 | 16 | 36 | 62 | −26 | 25 |

Позначення:
|  | — участь у чемпіонському раунді                            |
|  | — участь у раунді за право залишитись в елітному дивізіоні |

## Результати
|                           | Абр     | Сел     | Дан     | ГАк     | Гар     | ІКС     | Кіл     | Мот     | ПТі     | Рей     | РоК     | СеД     |
| Абердин                   |         | 0-1     | 3-0     | 2-1     | 0-0 2-0 | 1-1 1-0 | 5-1     | 7-2 1-0 | 2-1 2-0 | 2-1 0-3 | 4-0 1-0 | 0-0     |
| Селтік                    | 4-1 1-0 |         | 2-1     | 1-0 2-0 | 4-0     | 3-0     | 6-1 3-1 | 2-0 2-0 | 1-0 1-1 | 5-1 1-1 | 2-0     | 1-0     |
| Данді                     | 1-3 0-7 | 0-1 1-2 |         | 1-1 0-2 | 3-2     | 2-1     | 1-1 1-1 | 2-0     | 0-2 0-1 | 1-2 2-1 | 0-0     | 3-0     |
| Гамільтон Академікал      | 1-0 1-0 | 0-3     | 0-1     |         | 3-3     | 1-1 3-0 | 1-2 1-1 | 1-1     | 1-1     | 1-2     | 1-0 1-1 | 1-1 1-0 |
| Гарт оф Мідлотіан         | 0-1     | 1-2 0-5 | 2-0 1-0 | 3-1 4-0 |         | 5-1 1-1 | 4-0     | 3-0     | 1-1     | 2-0 4-1 | 0-0 0-1 | 2-2     |
| Інвернесс Каледоніан Тісл | 1-3     | 2-2 0-4 | 3-1 2-2 | 1-1     | 3-3     |         | 1-1 1-1 | 1-2     | 0-0     | 0-1 2-1 | 2-3 1-1 | 2-1 0-3 |
| Кілмарнок                 | 0-4 1-2 | 0-1     | 2-0     | 0-0     | 2-0 0-0 | 1-1     |         | 1-2 1-2 | 2-2 1-1 | 1-1 0-0 | 3-2     | 0-1     |
| Мотервелл                 | 1-3     | 3-4     | 0-0 1-5 | 4-2 0-0 | 1-3 0-3 | 0-3 4-2 | 0-0     |         | 2-0     | 0-2     | 4-1     | 1-2 1-2 |
| Партік Тісл               | 1-2     | 1-4     | 2-0     | 2-2 2-0 | 1-2 2-0 | 2-0 1-1 | 0-0     | 1-1 1-0 |         | 1-2     | 1-1 2-1 | 0-2 0-1 |
| Рейнджерс                 | 2-1     | 1-2     | 1-0     | 1-1 4-0 | 2-0     | 1-0     | 3-0     | 2-1 1-1 | 2-0 2-0 |         | 0-0 1-1 | 1-1 3-2 |
| Росс Каунті               | 2-1     | 0-4 2-2 | 1-3 2-1 | 1-1     | 2-2     | 3-2     | 2-0 1-2 | 1-1 1-2 | 1-3     | 1-1     |         | 0-2 1-2 |
| Сент-Джонстон             | 0-0 1-2 | 2-4 2-5 | 2-1 2-0 | 3-0     | 1-0 1-0 | 3-0     | 0-1 0-2 | 1-1     | 1-2     | 1-1     | 2-4     |         |

## Чемпіонський раунд
| М  | Команда           | І  | В  | Н  | П  | МЗ  | МП | РМ  | О   |
| -- | ----------------- | -- | -- | -- | -- | --- | -- | --- | --- |
| 1. | Селтік            | 38 | 34 | 4  | 0  | 106 | 25 | +81 | 106 |
| 2. | Абердин           | 38 | 24 | 4  | 10 | 74  | 35 | +39 | 76  |
| 3. | Рейнджерс         | 38 | 19 | 10 | 9  | 56  | 44 | +12 | 67  |
| 4. | Сент-Джонстон     | 38 | 17 | 7  | 14 | 50  | 46 | +4  | 58  |
| 5. | Гарт оф Мідлотіан | 38 | 12 | 10 | 16 | 55  | 52 | +3  | 46  |
| 6. | Партік Тісл       | 38 | 10 | 12 | 16 | 38  | 54 | −16 | 42  |

Позначення:
|  | — участь у кваліфікаційному раунді Ліги чемпіонів УЄФА 2017—2018 |
|  | — участь у кваліфікаційному раунді Ліги Європи УЄФА 2017—2018    |

### Результати
|                     | Абр  | Сел  | Гар  | ПТі  | Рей  | СеД  |
| ------------------- | ---- | ---- | ---- | ---- | ---- | ---- |
| «Абердин»           | –––– | 1-3  |      |      |      | 0-2  |
| «Селтік»            |      | –––– | 2-0  |      |      | 4-1  |
| «Гарт оф Мідлотіан» | 1-2  |      | –––– | 2-2  |      |      |
| «Партік Тісл»       | 0-6  | 0-5  |      | –––– | 1-2  |      |
| «Рейнджерс»         | 1-2  | 1-5  | 2-1  |      | –––– |      |
| «Сент-Джонстон»     |      |      | 1-0  | 1-0  | 1-2  | –––– |

## Втішний раунд
| М   | Команда                   | І  | В  | Н  | П  | МЗ | МП | РМ  | О  |
| --- | ------------------------- | -- | -- | -- | -- | -- | -- | --- | -- |
| 7.  | Росс Каунті               | 38 | 11 | 13 | 14 | 37 | 54 | −17 | 46 |
| 8.  | Кілмарнок                 | 38 | 9  | 14 | 15 | 36 | 56 | −20 | 41 |
| 9.  | Мотервелл                 | 38 | 10 | 8  | 20 | 46 | 69 | −23 | 38 |
| 10. | Данді                     | 38 | 10 | 7  | 21 | 38 | 62 | −24 | 37 |
| 11. | Гамільтон Академікал      | 38 | 7  | 14 | 17 | 37 | 56 | −19 | 35 |
| 12. | Інвернесс Каледоніан Тісл | 38 | 7  | 13 | 18 | 44 | 71 | −27 | 34 |

Позначення:
|  | — клуб, що візьме участь у плей-оф |
|  | — клуб, що залишив Прем'єршип      |

### Результати
|                             | ДАН  | ГАМ  | ІКС  | КІЛ  | МОТ  | РОК  |
| --------------------------- | ---- | ---- | ---- | ---- | ---- | ---- |
| «Данді»                     | –––– |      | 0-2  |      |      | 1-1  |
| «Гамільтон Академікал»      | 4-0  | –––– |      | 0-2  | 0-1  |      |
| «Інвернесс Каледоніан Тісл» |      | 2-1  | –––– |      | 3-2  |      |
| «Кілмарнок»                 | 0-1  |      |      | –––– |      | 1-2  |
| «Мотервелл»                 | 2-3  |      |      | 3-1  | –––– | 0-1  |
| «Росс Каунті»               |      | 3-2  | 4-0  |      |      | –––– |

## Плей-оф за право грати в Прем'єршип 2017-18

### Перший раунд
| Команда 1        | Заг. | Команда 2     | 1-й матч | 2-й матч |
| ---------------- | ---- | ------------- | -------- | -------- |
| 9/12 травня 2017 |      |               |          |          |
| Грінок Мортон    | 1:5  | Данді Юнайтед | 1:2      | 0:3      |

### Другий раунд
| Команда 1         | Заг. | Команда 2 | 1-й матч | 2-й матч |
| ----------------- | ---- | --------- | -------- | -------- |
| 16/19 травня 2017 |      |           |          |          |
| Данді Юнайтед     | 4:3  | Фолкерк   | 2:2      | 2:1      |

### Фінал
| Команда 1         | Заг. | Команда 2            | 1-й матч | 2-й матч |
| ----------------- | ---- | -------------------- | -------- | -------- |
| 25/28 травня 2017 |      |                      |          |          |
| Данді Юнайтед     | 0:1  | Гамільтон Академікал | 0:0      | 0:1      |

## Бомбардири
| # | Гравець       | Клуб        | Голи |
| - | ------------- | ----------- | ---- |
| 1 | Лаям Бойс     | Росс Каунті | 23   |
| 2 | Скотт Сінклер | Селтік      | 21   |
| 3 | Мусса Дембеле | Селтік      | 17   |

## Хет-трики
| Гравець         | Клуб        | Суперник                  | Результат | Дата            | Примітки |
| --------------- | ----------- | ------------------------- | --------- | --------------- | -------- |
| Лаям Бойс       | Росс Каунті | Інвернесс Каледоніан Тісл | 3–2       | 13 серпня 2016  | [ 14 ]   |
| Мусса Дембеле   | Селтік      | Рейнджерс                 | 5–1       | 10 вересня 2016 | [ 15 ]   |
| Луїс Моулт4     | Мотервелл   | Гамільтон Академікал      | 4–2       | 17 вересня 2016 | [ 16 ]   |
| Мусса Дембеле   | Селтік      | Сент-Джонстон             | 5–2       | 5 лютого 2017   | [ 17 ]   |
| Адам Руні       | Абердин     | Мотервелл                 | 7–2       | 15 лютого 2017  | [ 18 ]   |
| Ендрю Консідайн | Абердин     | Данді                     | 7–0       | 31 березня 2017 | [ 19 ]   |
| Скотт Сінклер   | Селтік      | Гарт оф Мідлотіан         | 5–0       | 2 квітня 2017   | [ 20 ]   |
| Лаям Бойс4      | Росс Каунті | Інвернесс Каледоніан Тісл | 4–0       | 28 квітня 2017  | [ 21 ]   |
| Скотт Райт      | Абердин     | Партік Тісл               | 6–0       | 21 травня 2017  | [ 22 ]   |

Примітки
- 4 Гравець забив чотири м'ячі